# Юнацька збірна Ліхтенштейну з футболу (U-19)
Юнацька збірна Ліхтенштейну з футболу (нім. Liechtensteinische Fussballnationalmannschaft (U-19-Männer)) — національна футбольна збірна Ліхтенштейну гравців віком до 19 років, яка контролюється Ліхтенштейнською футбольною федерацією. 
Збірна відома тим, що 2003 року як господар брала участь у юнацькому чемпіонаті Європи, де програла в усіх трьох матчах. Самостійно кваліфікацію жодного разу пройти не змогла.